# シリン・ネザマフィ
シリン・ネザマフィ（ペルシア語: شیرین نظام مافی シーリーン・ネザーム＝マーフィー、Shirin Nezammafi, 1979年11月10日 - ）は、イラン・テヘラン出身の小説家である。ペルシャ語を母語とするが日本語で小説を執筆し、2度にわたって芥川賞候補に選出された。

## 来歴・人物
神戸大学工学部卒業、神戸大学大学院自然科学研究科修士課程で情報知能工学の研究を修了後、日本で就職。パナソニックでシステムエンジニアとして勤務している。2009年6月からドバイ支社勤務。
14歳のときに初めて小説を執筆。学生時代は理系学科へ進学したが、作家になりたかったと本人談。2006年に『サラム』で留学生文学賞を受賞した。
その後も執筆活動を続け来日9年目の2009年4月14日、日本語で執筆した『白い紙』で、第108回文學界新人賞を受賞した。確かな描写力と視点を一人称に置きながら、「私は」等の一人称を使わない新しい文章表現が評価された。小説の内容は、イラン・イラク戦争下での学生同士の恋を描いた青春小説である。日本語を母語としない作家が文學界新人賞を受賞するのは、2007年に受賞した中国出身の楊逸に次いで二人目、非漢字圏出身者としては初受賞。
中学時代に父親の仕事のために日本で生活していた友人の影響で、 「脱いだ靴をきちんとそろえるなど日本人の細かく、きっちりしている ところ」から日本に興味を持つようになったという。
日本語、ペルシャ語、英語に堪能。テレビのバラエティー番組に表示される日本語字幕を活用し日本語と話し言葉独特の表現を勉強したという。
好きな作家は安部公房。

## 著作

### 単行本
- 「白い紙 / サラム」（文藝春秋、2009年8月7日、ISBN 4163284109）

## 文学賞受賞・候補歴
太字は受賞
- 2006年 - 「サラム」で第4回留学生文学賞受賞。
- 2009年 - 「白い紙」で第108回文學界新人賞受賞。
- 2009年 - 「白い紙」で第141回芥川賞候補[6]。
- 2010年 - 「拍動」で第143回芥川賞候補[7]。